# Trzewioczaszka
Trzewioczaszka – część twarzowa (brzuszna) czaszki kręgowców, otaczająca jamę gębową i gardziel. Jest zbudowana z chrząstek i kości. Tworzy aparat chwytny, stanowi rusztowanie dla początkowych odcinków układu oddechowego oraz pokarmowego, a także skrzeli (u kręgowców wodnych) oraz innych narządów (u kręgowców lądowych). W toku ewolucji następuje coraz ściślejsze połączenie kości trzewioczaszki oraz zmniejszanie ich liczby.
U człowieka trzewioczaszkę tworzą:
- dwie kości nosowe (łac. os nasale),
- dwie kości łzowe (łac. os lacrimale),
- dwie kości podniebienne (łac. os palatinum),
- dwie kości jarzmowe (łac. os zygomaticum),
- dwie małżowiny nosowe dolne (łac. concha nasalis inferior),
- dwie kości szczękowe (łac. maxilla),
- lemiesz (łac. vomer),
- żuchwa (łac. mandibula) – jedyna ruchoma kość czaszki,
- kość sitowa (łac. os ethmoidale) – należąca zarówno do trzewioczaszki, jak i mózgoczaszki[5],
- kość gnykowa (łac. os hyoideum) – bywa zaliczana do kości trzewioczaszki, mimo że nie ma bezpośredniego połączenia z innymi kośćmi czaszki[6].